# دائرة أولاد رشاش

## الموقع الجغرافي
دائرةأولاد رشاش هي من أقدم المناطق في ولاية خنشلة، ترقت إلى دائرة سنة 1990.تبعد إلى الشرق عن عاصمة الولاية ب 22 كلم.وتقع الدائرة في منطقة حدودية بين كل من خنشلة وتبسة. لها وزنها على الخريطة الوطنية في الكفاح ضد الاستعمارالفرنسي إبان ثورة نوفمبر المجيدة.
تعتبر من أهم المناطق المحافظة على اللغة الأمازيغية مقارنة بعاصمة الولاية، حيث يكثر تداول الشاوية بشكل واسع في جميع مناحي الحياة اليومية.كما أن الدائرة تتكون من بلديتين وعدة قرى على النحو الآتي:

### البلديات
- أولاد رشاش كبلدية وعاصمة للدائرة.
- المحمل

### القرى
- رأس الماء التي تبعد عن مقر الدائرة ب 7 كلم.
- الميتة والتي تبعد عن مقر الدائرة بحوالي 60كلم.
- إشرثيثن وأصل تسميتها أمازيغي.
- أولاد عزالدين حوالي 11كلم جنوبا.
- بودخان أهم منطقة في الدائرة حيث تمولها باجود أنواع التمور وكذلك بالخضر والفواكه خاصة الزيتون

## المناخ
تتميز دائرة أولاد رشاش بمناخ قاري حار جاف صيفا حيث تفوق درجة 32 مئوية، وشتاء بارد مثلج حيث تصل درجة الحرارة أحيانا إلى أقل من 5 درجة مئوية تحت الصفر.

## المجتمع
يبلغ عدد سكان دائرة أولاد رشاش 52.993 نسمة حسب إحصائيات سنة 1998.
الدائرة لا زالت تخضع لنظام العروش وهذا دليل على المحافظة، إذا أن جل القضايا تحل استنادا لأحكام الأعيان بعيدا عن دوائر القضاء والمحاكم.